# Isobutyl propionat
Isobutyl propionat là một thành phần tạo hương liệu, thuộc về họ của Este axit Carboxylic. Đây là hợp chất dẫn xuất của axit cacboxylic, trong đó nguyên tử carbon từ nhóm carbonyl được giữ lại với một phần alkyl hoặc oaryl và chuyển qua một nguyên tử oxy (tạo thành một nhóm este).
Isobutyl propionat là một chất lỏng không màu, mật độ ít dày đặc hơn nước, hơi của nó nặng hơn không khí với khối lượng phân tử là 130,187 g/mol, nhiệt độ nóng chảy là -71,4 °C, nhiệt độ sôi là 137 °C và công thức hóa học là C7H1402. Isobutyl propionat có thể độc hại nhẹ khi ăn vào, hít phải và bị hấp thu qua da. Nó còn được sử dụng để làm chất dẻo.
Hít phải hay tiếp xúc với hợp chất hữu cơ này có thể gây kích ứng hoặc cháy da và mắt. Hơi của nó có thể gây chóng mặt hoặc nghẹt thở, nó tan trong cồn và không tan hoặc tan ít trong nước, rất dễ cháy.
Isobutyl propionat là một este. Este phản ứng với axit để giải phóng nhiệt cùng với rượu và axit. Các axit oxy hóa mạnh có thể gây ra một phản ứng mạnh đủ để tỏa nhiệt các sản phẩm phản ứng. Nhiệt cũng được tạo ra bởi sự tương tác của este với các dung dịch caustic. Hydro dễ cháy được tạo ra bằng cách trộn este với kim loại kiềm và hydride.
Hơi cháy Rất cao: Sẽ dễ dàng bốc cháy bằng lửa, tia lửa hay ngọn lửa. Hơi có thể tạo thành hỗn hợp nổ với không khí. Hơi có thể đi đến nguồn đánh lửa và quay trở lại. Chúng sẽ lan dọc theo mặt đất. Hơi nổ nguy hiểm trong nhà, ngoài trời hoặc trong hệ thống cống rãnh. Thả bỏ vào cống có thể gây nguy cơ hỏa hoạn. Thùng kín có thể phát nổ khi đun nóng. Tuy nhiên, isobutyl propionat có nhiều chất lỏng nhẹ hơn nước.